# Siegfried Röhlig
Siegfried Röhlig (* 2. April 1928 in Langburkersdorf; † 23. September 2000 in Hamburg) war ein deutscher Politiker der SPD. 

## Leben
Röhlig besuchte die Mittelschule und die Wirtschaftsoberschule in Brüx, nahm am Zweiten Weltkrieg teil und geriet in Kriegsgefangenschaft. Von 1945 bis 1947 war er kaufmännischer Angestellter in Zwickau. Von 1947 bis 1952 arbeitete er bei der britischen Besatzungsmacht in Hamburg. Im Jahr 1952 schlug er die mittlere Laufbahn in der Finanzverwaltung ein und wurde Steuerbeamter. Nach einem Pädagogik-Studium von 1971 bis 1974 an der Universität Hamburg arbeitete er als Fachhochschullehrer. Er trat 1960 in die SPD ein. Am 19. März 1975 rückte er für den ausgeschiedenen Abgeordneten Karl-Wilhelm Berkhan in den Deutschen Bundestag nach und blieb dort bis zum Ende der Wahlperiode 1976. Er war ab April 1975 Ordentliches Mitglied des Finanzausschusses und ab Juni 1975 Stellvertretendes Mitglied des Wirtschaftsausschusses.